# Le Maître de forges (film, 1912)
Pour les articles homonymes, voir Le Maître de forges (homonymie).

Gerval le maître de forges ou Le Maître de forges est un film muet en noir et blanc français réalisé par Henri Pouctal, sorti en 1912.
Le scénario, écrit par Georges Ohnet, est inspiré de son roman Le Maître de forges, publié en 1882.

## Fiche technique
- Réalisation : Louis Feuillade
- Scénario : Georges Ohnet d'après son roman
- Société de production : Société des Établissements L. Gaumont
- Pays de production : France
- Format : Muet - Noir et blanc - 1,33:1 - 35 mm
- Métrage : 565 m
- Genre : Drame
- Durée : inconnue
- Date de sortie : 
  - France :  11 octobre 1912

## Distribution
- Gilbert Dalleu (Gerval, maître de forges)
- Edmond Duquesne (le père Morin)
- Louis Gauthier (le contremaître Hubert)
- Auguste Mévisto (Bertrand)
- André Dubosc (Durville)
- Yvonne Pascal (Germaine)
- Pierre Magnier
- Adolphe Candé
- Claude Bénédict
- Philippe Garnier
- Jeanne Hading
- Marie-Laure